# Canceller (escacs)
|   | a | b | c | d | e | f | g | h |   |
| 8 | e7 negres peó · d6 black circle · e6 black cross · f6 black circle · c5 black circle · d5 blanques peó · e5 black cross · g5 black circle · a4 black cross · b4 black cross · c4 black cross · d4 black cross · e4 blanques canceller · f4 black cross · g4 blanques peó · c3 black circle · e3 black cross · f3 blanques peó · g3 black circle · d2 black circle · e2 black cross · f2 black circle · e1 black cross | e7 negres peó · d6 black circle · e6 black cross · f6 black circle · c5 black circle · d5 blanques peó · e5 black cross · g5 black circle · a4 black cross · b4 black cross · c4 black cross · d4 black cross · e4 blanques canceller · f4 black cross · g4 blanques peó · c3 black circle · e3 black cross · f3 blanques peó · g3 black circle · d2 black circle · e2 black cross · f2 black circle · e1 black cross | e7 negres peó · d6 black circle · e6 black cross · f6 black circle · c5 black circle · d5 blanques peó · e5 black cross · g5 black circle · a4 black cross · b4 black cross · c4 black cross · d4 black cross · e4 blanques canceller · f4 black cross · g4 blanques peó · c3 black circle · e3 black cross · f3 blanques peó · g3 black circle · d2 black circle · e2 black cross · f2 black circle · e1 black cross | e7 negres peó · d6 black circle · e6 black cross · f6 black circle · c5 black circle · d5 blanques peó · e5 black cross · g5 black circle · a4 black cross · b4 black cross · c4 black cross · d4 black cross · e4 blanques canceller · f4 black cross · g4 blanques peó · c3 black circle · e3 black cross · f3 blanques peó · g3 black circle · d2 black circle · e2 black cross · f2 black circle · e1 black cross | e7 negres peó · d6 black circle · e6 black cross · f6 black circle · c5 black circle · d5 blanques peó · e5 black cross · g5 black circle · a4 black cross · b4 black cross · c4 black cross · d4 black cross · e4 blanques canceller · f4 black cross · g4 blanques peó · c3 black circle · e3 black cross · f3 blanques peó · g3 black circle · d2 black circle · e2 black cross · f2 black circle · e1 black cross | e7 negres peó · d6 black circle · e6 black cross · f6 black circle · c5 black circle · d5 blanques peó · e5 black cross · g5 black circle · a4 black cross · b4 black cross · c4 black cross · d4 black cross · e4 blanques canceller · f4 black cross · g4 blanques peó · c3 black circle · e3 black cross · f3 blanques peó · g3 black circle · d2 black circle · e2 black cross · f2 black circle · e1 black cross | e7 negres peó · d6 black circle · e6 black cross · f6 black circle · c5 black circle · d5 blanques peó · e5 black cross · g5 black circle · a4 black cross · b4 black cross · c4 black cross · d4 black cross · e4 blanques canceller · f4 black cross · g4 blanques peó · c3 black circle · e3 black cross · f3 blanques peó · g3 black circle · d2 black circle · e2 black cross · f2 black circle · e1 black cross | e7 negres peó · d6 black circle · e6 black cross · f6 black circle · c5 black circle · d5 blanques peó · e5 black cross · g5 black circle · a4 black cross · b4 black cross · c4 black cross · d4 black cross · e4 blanques canceller · f4 black cross · g4 blanques peó · c3 black circle · e3 black cross · f3 blanques peó · g3 black circle · d2 black circle · e2 black cross · f2 black circle · e1 black cross | 8 |
| 7 | e7 negres peó · d6 black circle · e6 black cross · f6 black circle · c5 black circle · d5 blanques peó · e5 black cross · g5 black circle · a4 black cross · b4 black cross · c4 black cross · d4 black cross · e4 blanques canceller · f4 black cross · g4 blanques peó · c3 black circle · e3 black cross · f3 blanques peó · g3 black circle · d2 black circle · e2 black cross · f2 black circle · e1 black cross | e7 negres peó · d6 black circle · e6 black cross · f6 black circle · c5 black circle · d5 blanques peó · e5 black cross · g5 black circle · a4 black cross · b4 black cross · c4 black cross · d4 black cross · e4 blanques canceller · f4 black cross · g4 blanques peó · c3 black circle · e3 black cross · f3 blanques peó · g3 black circle · d2 black circle · e2 black cross · f2 black circle · e1 black cross | e7 negres peó · d6 black circle · e6 black cross · f6 black circle · c5 black circle · d5 blanques peó · e5 black cross · g5 black circle · a4 black cross · b4 black cross · c4 black cross · d4 black cross · e4 blanques canceller · f4 black cross · g4 blanques peó · c3 black circle · e3 black cross · f3 blanques peó · g3 black circle · d2 black circle · e2 black cross · f2 black circle · e1 black cross | e7 negres peó · d6 black circle · e6 black cross · f6 black circle · c5 black circle · d5 blanques peó · e5 black cross · g5 black circle · a4 black cross · b4 black cross · c4 black cross · d4 black cross · e4 blanques canceller · f4 black cross · g4 blanques peó · c3 black circle · e3 black cross · f3 blanques peó · g3 black circle · d2 black circle · e2 black cross · f2 black circle · e1 black cross | e7 negres peó · d6 black circle · e6 black cross · f6 black circle · c5 black circle · d5 blanques peó · e5 black cross · g5 black circle · a4 black cross · b4 black cross · c4 black cross · d4 black cross · e4 blanques canceller · f4 black cross · g4 blanques peó · c3 black circle · e3 black cross · f3 blanques peó · g3 black circle · d2 black circle · e2 black cross · f2 black circle · e1 black cross | e7 negres peó · d6 black circle · e6 black cross · f6 black circle · c5 black circle · d5 blanques peó · e5 black cross · g5 black circle · a4 black cross · b4 black cross · c4 black cross · d4 black cross · e4 blanques canceller · f4 black cross · g4 blanques peó · c3 black circle · e3 black cross · f3 blanques peó · g3 black circle · d2 black circle · e2 black cross · f2 black circle · e1 black cross | e7 negres peó · d6 black circle · e6 black cross · f6 black circle · c5 black circle · d5 blanques peó · e5 black cross · g5 black circle · a4 black cross · b4 black cross · c4 black cross · d4 black cross · e4 blanques canceller · f4 black cross · g4 blanques peó · c3 black circle · e3 black cross · f3 blanques peó · g3 black circle · d2 black circle · e2 black cross · f2 black circle · e1 black cross | e7 negres peó · d6 black circle · e6 black cross · f6 black circle · c5 black circle · d5 blanques peó · e5 black cross · g5 black circle · a4 black cross · b4 black cross · c4 black cross · d4 black cross · e4 blanques canceller · f4 black cross · g4 blanques peó · c3 black circle · e3 black cross · f3 blanques peó · g3 black circle · d2 black circle · e2 black cross · f2 black circle · e1 black cross | 7 |
| 6 | e7 negres peó · d6 black circle · e6 black cross · f6 black circle · c5 black circle · d5 blanques peó · e5 black cross · g5 black circle · a4 black cross · b4 black cross · c4 black cross · d4 black cross · e4 blanques canceller · f4 black cross · g4 blanques peó · c3 black circle · e3 black cross · f3 blanques peó · g3 black circle · d2 black circle · e2 black cross · f2 black circle · e1 black cross | e7 negres peó · d6 black circle · e6 black cross · f6 black circle · c5 black circle · d5 blanques peó · e5 black cross · g5 black circle · a4 black cross · b4 black cross · c4 black cross · d4 black cross · e4 blanques canceller · f4 black cross · g4 blanques peó · c3 black circle · e3 black cross · f3 blanques peó · g3 black circle · d2 black circle · e2 black cross · f2 black circle · e1 black cross | e7 negres peó · d6 black circle · e6 black cross · f6 black circle · c5 black circle · d5 blanques peó · e5 black cross · g5 black circle · a4 black cross · b4 black cross · c4 black cross · d4 black cross · e4 blanques canceller · f4 black cross · g4 blanques peó · c3 black circle · e3 black cross · f3 blanques peó · g3 black circle · d2 black circle · e2 black cross · f2 black circle · e1 black cross | e7 negres peó · d6 black circle · e6 black cross · f6 black circle · c5 black circle · d5 blanques peó · e5 black cross · g5 black circle · a4 black cross · b4 black cross · c4 black cross · d4 black cross · e4 blanques canceller · f4 black cross · g4 blanques peó · c3 black circle · e3 black cross · f3 blanques peó · g3 black circle · d2 black circle · e2 black cross · f2 black circle · e1 black cross | e7 negres peó · d6 black circle · e6 black cross · f6 black circle · c5 black circle · d5 blanques peó · e5 black cross · g5 black circle · a4 black cross · b4 black cross · c4 black cross · d4 black cross · e4 blanques canceller · f4 black cross · g4 blanques peó · c3 black circle · e3 black cross · f3 blanques peó · g3 black circle · d2 black circle · e2 black cross · f2 black circle · e1 black cross | e7 negres peó · d6 black circle · e6 black cross · f6 black circle · c5 black circle · d5 blanques peó · e5 black cross · g5 black circle · a4 black cross · b4 black cross · c4 black cross · d4 black cross · e4 blanques canceller · f4 black cross · g4 blanques peó · c3 black circle · e3 black cross · f3 blanques peó · g3 black circle · d2 black circle · e2 black cross · f2 black circle · e1 black cross | e7 negres peó · d6 black circle · e6 black cross · f6 black circle · c5 black circle · d5 blanques peó · e5 black cross · g5 black circle · a4 black cross · b4 black cross · c4 black cross · d4 black cross · e4 blanques canceller · f4 black cross · g4 blanques peó · c3 black circle · e3 black cross · f3 blanques peó · g3 black circle · d2 black circle · e2 black cross · f2 black circle · e1 black cross | e7 negres peó · d6 black circle · e6 black cross · f6 black circle · c5 black circle · d5 blanques peó · e5 black cross · g5 black circle · a4 black cross · b4 black cross · c4 black cross · d4 black cross · e4 blanques canceller · f4 black cross · g4 blanques peó · c3 black circle · e3 black cross · f3 blanques peó · g3 black circle · d2 black circle · e2 black cross · f2 black circle · e1 black cross | 6 |
| 5 | e7 negres peó · d6 black circle · e6 black cross · f6 black circle · c5 black circle · d5 blanques peó · e5 black cross · g5 black circle · a4 black cross · b4 black cross · c4 black cross · d4 black cross · e4 blanques canceller · f4 black cross · g4 blanques peó · c3 black circle · e3 black cross · f3 blanques peó · g3 black circle · d2 black circle · e2 black cross · f2 black circle · e1 black cross | e7 negres peó · d6 black circle · e6 black cross · f6 black circle · c5 black circle · d5 blanques peó · e5 black cross · g5 black circle · a4 black cross · b4 black cross · c4 black cross · d4 black cross · e4 blanques canceller · f4 black cross · g4 blanques peó · c3 black circle · e3 black cross · f3 blanques peó · g3 black circle · d2 black circle · e2 black cross · f2 black circle · e1 black cross | e7 negres peó · d6 black circle · e6 black cross · f6 black circle · c5 black circle · d5 blanques peó · e5 black cross · g5 black circle · a4 black cross · b4 black cross · c4 black cross · d4 black cross · e4 blanques canceller · f4 black cross · g4 blanques peó · c3 black circle · e3 black cross · f3 blanques peó · g3 black circle · d2 black circle · e2 black cross · f2 black circle · e1 black cross | e7 negres peó · d6 black circle · e6 black cross · f6 black circle · c5 black circle · d5 blanques peó · e5 black cross · g5 black circle · a4 black cross · b4 black cross · c4 black cross · d4 black cross · e4 blanques canceller · f4 black cross · g4 blanques peó · c3 black circle · e3 black cross · f3 blanques peó · g3 black circle · d2 black circle · e2 black cross · f2 black circle · e1 black cross | e7 negres peó · d6 black circle · e6 black cross · f6 black circle · c5 black circle · d5 blanques peó · e5 black cross · g5 black circle · a4 black cross · b4 black cross · c4 black cross · d4 black cross · e4 blanques canceller · f4 black cross · g4 blanques peó · c3 black circle · e3 black cross · f3 blanques peó · g3 black circle · d2 black circle · e2 black cross · f2 black circle · e1 black cross | e7 negres peó · d6 black circle · e6 black cross · f6 black circle · c5 black circle · d5 blanques peó · e5 black cross · g5 black circle · a4 black cross · b4 black cross · c4 black cross · d4 black cross · e4 blanques canceller · f4 black cross · g4 blanques peó · c3 black circle · e3 black cross · f3 blanques peó · g3 black circle · d2 black circle · e2 black cross · f2 black circle · e1 black cross | e7 negres peó · d6 black circle · e6 black cross · f6 black circle · c5 black circle · d5 blanques peó · e5 black cross · g5 black circle · a4 black cross · b4 black cross · c4 black cross · d4 black cross · e4 blanques canceller · f4 black cross · g4 blanques peó · c3 black circle · e3 black cross · f3 blanques peó · g3 black circle · d2 black circle · e2 black cross · f2 black circle · e1 black cross | e7 negres peó · d6 black circle · e6 black cross · f6 black circle · c5 black circle · d5 blanques peó · e5 black cross · g5 black circle · a4 black cross · b4 black cross · c4 black cross · d4 black cross · e4 blanques canceller · f4 black cross · g4 blanques peó · c3 black circle · e3 black cross · f3 blanques peó · g3 black circle · d2 black circle · e2 black cross · f2 black circle · e1 black cross | 5 |
| 4 | e7 negres peó · d6 black circle · e6 black cross · f6 black circle · c5 black circle · d5 blanques peó · e5 black cross · g5 black circle · a4 black cross · b4 black cross · c4 black cross · d4 black cross · e4 blanques canceller · f4 black cross · g4 blanques peó · c3 black circle · e3 black cross · f3 blanques peó · g3 black circle · d2 black circle · e2 black cross · f2 black circle · e1 black cross | e7 negres peó · d6 black circle · e6 black cross · f6 black circle · c5 black circle · d5 blanques peó · e5 black cross · g5 black circle · a4 black cross · b4 black cross · c4 black cross · d4 black cross · e4 blanques canceller · f4 black cross · g4 blanques peó · c3 black circle · e3 black cross · f3 blanques peó · g3 black circle · d2 black circle · e2 black cross · f2 black circle · e1 black cross | e7 negres peó · d6 black circle · e6 black cross · f6 black circle · c5 black circle · d5 blanques peó · e5 black cross · g5 black circle · a4 black cross · b4 black cross · c4 black cross · d4 black cross · e4 blanques canceller · f4 black cross · g4 blanques peó · c3 black circle · e3 black cross · f3 blanques peó · g3 black circle · d2 black circle · e2 black cross · f2 black circle · e1 black cross | e7 negres peó · d6 black circle · e6 black cross · f6 black circle · c5 black circle · d5 blanques peó · e5 black cross · g5 black circle · a4 black cross · b4 black cross · c4 black cross · d4 black cross · e4 blanques canceller · f4 black cross · g4 blanques peó · c3 black circle · e3 black cross · f3 blanques peó · g3 black circle · d2 black circle · e2 black cross · f2 black circle · e1 black cross | e7 negres peó · d6 black circle · e6 black cross · f6 black circle · c5 black circle · d5 blanques peó · e5 black cross · g5 black circle · a4 black cross · b4 black cross · c4 black cross · d4 black cross · e4 blanques canceller · f4 black cross · g4 blanques peó · c3 black circle · e3 black cross · f3 blanques peó · g3 black circle · d2 black circle · e2 black cross · f2 black circle · e1 black cross | e7 negres peó · d6 black circle · e6 black cross · f6 black circle · c5 black circle · d5 blanques peó · e5 black cross · g5 black circle · a4 black cross · b4 black cross · c4 black cross · d4 black cross · e4 blanques canceller · f4 black cross · g4 blanques peó · c3 black circle · e3 black cross · f3 blanques peó · g3 black circle · d2 black circle · e2 black cross · f2 black circle · e1 black cross | e7 negres peó · d6 black circle · e6 black cross · f6 black circle · c5 black circle · d5 blanques peó · e5 black cross · g5 black circle · a4 black cross · b4 black cross · c4 black cross · d4 black cross · e4 blanques canceller · f4 black cross · g4 blanques peó · c3 black circle · e3 black cross · f3 blanques peó · g3 black circle · d2 black circle · e2 black cross · f2 black circle · e1 black cross | e7 negres peó · d6 black circle · e6 black cross · f6 black circle · c5 black circle · d5 blanques peó · e5 black cross · g5 black circle · a4 black cross · b4 black cross · c4 black cross · d4 black cross · e4 blanques canceller · f4 black cross · g4 blanques peó · c3 black circle · e3 black cross · f3 blanques peó · g3 black circle · d2 black circle · e2 black cross · f2 black circle · e1 black cross | 4 |
| 3 | e7 negres peó · d6 black circle · e6 black cross · f6 black circle · c5 black circle · d5 blanques peó · e5 black cross · g5 black circle · a4 black cross · b4 black cross · c4 black cross · d4 black cross · e4 blanques canceller · f4 black cross · g4 blanques peó · c3 black circle · e3 black cross · f3 blanques peó · g3 black circle · d2 black circle · e2 black cross · f2 black circle · e1 black cross | e7 negres peó · d6 black circle · e6 black cross · f6 black circle · c5 black circle · d5 blanques peó · e5 black cross · g5 black circle · a4 black cross · b4 black cross · c4 black cross · d4 black cross · e4 blanques canceller · f4 black cross · g4 blanques peó · c3 black circle · e3 black cross · f3 blanques peó · g3 black circle · d2 black circle · e2 black cross · f2 black circle · e1 black cross | e7 negres peó · d6 black circle · e6 black cross · f6 black circle · c5 black circle · d5 blanques peó · e5 black cross · g5 black circle · a4 black cross · b4 black cross · c4 black cross · d4 black cross · e4 blanques canceller · f4 black cross · g4 blanques peó · c3 black circle · e3 black cross · f3 blanques peó · g3 black circle · d2 black circle · e2 black cross · f2 black circle · e1 black cross | e7 negres peó · d6 black circle · e6 black cross · f6 black circle · c5 black circle · d5 blanques peó · e5 black cross · g5 black circle · a4 black cross · b4 black cross · c4 black cross · d4 black cross · e4 blanques canceller · f4 black cross · g4 blanques peó · c3 black circle · e3 black cross · f3 blanques peó · g3 black circle · d2 black circle · e2 black cross · f2 black circle · e1 black cross | e7 negres peó · d6 black circle · e6 black cross · f6 black circle · c5 black circle · d5 blanques peó · e5 black cross · g5 black circle · a4 black cross · b4 black cross · c4 black cross · d4 black cross · e4 blanques canceller · f4 black cross · g4 blanques peó · c3 black circle · e3 black cross · f3 blanques peó · g3 black circle · d2 black circle · e2 black cross · f2 black circle · e1 black cross | e7 negres peó · d6 black circle · e6 black cross · f6 black circle · c5 black circle · d5 blanques peó · e5 black cross · g5 black circle · a4 black cross · b4 black cross · c4 black cross · d4 black cross · e4 blanques canceller · f4 black cross · g4 blanques peó · c3 black circle · e3 black cross · f3 blanques peó · g3 black circle · d2 black circle · e2 black cross · f2 black circle · e1 black cross | e7 negres peó · d6 black circle · e6 black cross · f6 black circle · c5 black circle · d5 blanques peó · e5 black cross · g5 black circle · a4 black cross · b4 black cross · c4 black cross · d4 black cross · e4 blanques canceller · f4 black cross · g4 blanques peó · c3 black circle · e3 black cross · f3 blanques peó · g3 black circle · d2 black circle · e2 black cross · f2 black circle · e1 black cross | e7 negres peó · d6 black circle · e6 black cross · f6 black circle · c5 black circle · d5 blanques peó · e5 black cross · g5 black circle · a4 black cross · b4 black cross · c4 black cross · d4 black cross · e4 blanques canceller · f4 black cross · g4 blanques peó · c3 black circle · e3 black cross · f3 blanques peó · g3 black circle · d2 black circle · e2 black cross · f2 black circle · e1 black cross | 3 |
| 2 | e7 negres peó · d6 black circle · e6 black cross · f6 black circle · c5 black circle · d5 blanques peó · e5 black cross · g5 black circle · a4 black cross · b4 black cross · c4 black cross · d4 black cross · e4 blanques canceller · f4 black cross · g4 blanques peó · c3 black circle · e3 black cross · f3 blanques peó · g3 black circle · d2 black circle · e2 black cross · f2 black circle · e1 black cross | e7 negres peó · d6 black circle · e6 black cross · f6 black circle · c5 black circle · d5 blanques peó · e5 black cross · g5 black circle · a4 black cross · b4 black cross · c4 black cross · d4 black cross · e4 blanques canceller · f4 black cross · g4 blanques peó · c3 black circle · e3 black cross · f3 blanques peó · g3 black circle · d2 black circle · e2 black cross · f2 black circle · e1 black cross | e7 negres peó · d6 black circle · e6 black cross · f6 black circle · c5 black circle · d5 blanques peó · e5 black cross · g5 black circle · a4 black cross · b4 black cross · c4 black cross · d4 black cross · e4 blanques canceller · f4 black cross · g4 blanques peó · c3 black circle · e3 black cross · f3 blanques peó · g3 black circle · d2 black circle · e2 black cross · f2 black circle · e1 black cross | e7 negres peó · d6 black circle · e6 black cross · f6 black circle · c5 black circle · d5 blanques peó · e5 black cross · g5 black circle · a4 black cross · b4 black cross · c4 black cross · d4 black cross · e4 blanques canceller · f4 black cross · g4 blanques peó · c3 black circle · e3 black cross · f3 blanques peó · g3 black circle · d2 black circle · e2 black cross · f2 black circle · e1 black cross | e7 negres peó · d6 black circle · e6 black cross · f6 black circle · c5 black circle · d5 blanques peó · e5 black cross · g5 black circle · a4 black cross · b4 black cross · c4 black cross · d4 black cross · e4 blanques canceller · f4 black cross · g4 blanques peó · c3 black circle · e3 black cross · f3 blanques peó · g3 black circle · d2 black circle · e2 black cross · f2 black circle · e1 black cross | e7 negres peó · d6 black circle · e6 black cross · f6 black circle · c5 black circle · d5 blanques peó · e5 black cross · g5 black circle · a4 black cross · b4 black cross · c4 black cross · d4 black cross · e4 blanques canceller · f4 black cross · g4 blanques peó · c3 black circle · e3 black cross · f3 blanques peó · g3 black circle · d2 black circle · e2 black cross · f2 black circle · e1 black cross | e7 negres peó · d6 black circle · e6 black cross · f6 black circle · c5 black circle · d5 blanques peó · e5 black cross · g5 black circle · a4 black cross · b4 black cross · c4 black cross · d4 black cross · e4 blanques canceller · f4 black cross · g4 blanques peó · c3 black circle · e3 black cross · f3 blanques peó · g3 black circle · d2 black circle · e2 black cross · f2 black circle · e1 black cross | e7 negres peó · d6 black circle · e6 black cross · f6 black circle · c5 black circle · d5 blanques peó · e5 black cross · g5 black circle · a4 black cross · b4 black cross · c4 black cross · d4 black cross · e4 blanques canceller · f4 black cross · g4 blanques peó · c3 black circle · e3 black cross · f3 blanques peó · g3 black circle · d2 black circle · e2 black cross · f2 black circle · e1 black cross | 2 |
| 1 | e7 negres peó · d6 black circle · e6 black cross · f6 black circle · c5 black circle · d5 blanques peó · e5 black cross · g5 black circle · a4 black cross · b4 black cross · c4 black cross · d4 black cross · e4 blanques canceller · f4 black cross · g4 blanques peó · c3 black circle · e3 black cross · f3 blanques peó · g3 black circle · d2 black circle · e2 black cross · f2 black circle · e1 black cross | e7 negres peó · d6 black circle · e6 black cross · f6 black circle · c5 black circle · d5 blanques peó · e5 black cross · g5 black circle · a4 black cross · b4 black cross · c4 black cross · d4 black cross · e4 blanques canceller · f4 black cross · g4 blanques peó · c3 black circle · e3 black cross · f3 blanques peó · g3 black circle · d2 black circle · e2 black cross · f2 black circle · e1 black cross | e7 negres peó · d6 black circle · e6 black cross · f6 black circle · c5 black circle · d5 blanques peó · e5 black cross · g5 black circle · a4 black cross · b4 black cross · c4 black cross · d4 black cross · e4 blanques canceller · f4 black cross · g4 blanques peó · c3 black circle · e3 black cross · f3 blanques peó · g3 black circle · d2 black circle · e2 black cross · f2 black circle · e1 black cross | e7 negres peó · d6 black circle · e6 black cross · f6 black circle · c5 black circle · d5 blanques peó · e5 black cross · g5 black circle · a4 black cross · b4 black cross · c4 black cross · d4 black cross · e4 blanques canceller · f4 black cross · g4 blanques peó · c3 black circle · e3 black cross · f3 blanques peó · g3 black circle · d2 black circle · e2 black cross · f2 black circle · e1 black cross | e7 negres peó · d6 black circle · e6 black cross · f6 black circle · c5 black circle · d5 blanques peó · e5 black cross · g5 black circle · a4 black cross · b4 black cross · c4 black cross · d4 black cross · e4 blanques canceller · f4 black cross · g4 blanques peó · c3 black circle · e3 black cross · f3 blanques peó · g3 black circle · d2 black circle · e2 black cross · f2 black circle · e1 black cross | e7 negres peó · d6 black circle · e6 black cross · f6 black circle · c5 black circle · d5 blanques peó · e5 black cross · g5 black circle · a4 black cross · b4 black cross · c4 black cross · d4 black cross · e4 blanques canceller · f4 black cross · g4 blanques peó · c3 black circle · e3 black cross · f3 blanques peó · g3 black circle · d2 black circle · e2 black cross · f2 black circle · e1 black cross | e7 negres peó · d6 black circle · e6 black cross · f6 black circle · c5 black circle · d5 blanques peó · e5 black cross · g5 black circle · a4 black cross · b4 black cross · c4 black cross · d4 black cross · e4 blanques canceller · f4 black cross · g4 blanques peó · c3 black circle · e3 black cross · f3 blanques peó · g3 black circle · d2 black circle · e2 black cross · f2 black circle · e1 black cross | e7 negres peó · d6 black circle · e6 black cross · f6 black circle · c5 black circle · d5 blanques peó · e5 black cross · g5 black circle · a4 black cross · b4 black cross · c4 black cross · d4 black cross · e4 blanques canceller · f4 black cross · g4 blanques peó · c3 black circle · e3 black cross · f3 blanques peó · g3 black circle · d2 black circle · e2 black cross · f2 black circle · e1 black cross | 1 |
|   | a | b | c | d | e | f | g | h |   |

Un canceller (també conegut com a marshal, empress, o simplement compost torre+cavall) és una peces d'escacs màgiques que es pot moure com una torre o un cavall. No pot saltar cap peça si es mou com una torre, però si ho pot fer si es mou com un cavall. A vegades se li dona el símbol RN de la notació Betza.

## Història i nomenclatura
|   | a | b | c | d | e | f | g | h |   |
| 8 | e8 black cross · e7 black cross · d6 black circle · e6 black cross · f6 black circle · c5 black circle · e5 black cross · g5 black circle · a4 black cross · b4 black cross · c4 black cross · d4 black cross · e4 blanques canceller · f4 black cross · g4 black cross · h4 black cross · c3 black circle · e3 black cross · g3 black circle · d2 black circle · e2 black cross · f2 black circle · e1 black cross | e8 black cross · e7 black cross · d6 black circle · e6 black cross · f6 black circle · c5 black circle · e5 black cross · g5 black circle · a4 black cross · b4 black cross · c4 black cross · d4 black cross · e4 blanques canceller · f4 black cross · g4 black cross · h4 black cross · c3 black circle · e3 black cross · g3 black circle · d2 black circle · e2 black cross · f2 black circle · e1 black cross | e8 black cross · e7 black cross · d6 black circle · e6 black cross · f6 black circle · c5 black circle · e5 black cross · g5 black circle · a4 black cross · b4 black cross · c4 black cross · d4 black cross · e4 blanques canceller · f4 black cross · g4 black cross · h4 black cross · c3 black circle · e3 black cross · g3 black circle · d2 black circle · e2 black cross · f2 black circle · e1 black cross | e8 black cross · e7 black cross · d6 black circle · e6 black cross · f6 black circle · c5 black circle · e5 black cross · g5 black circle · a4 black cross · b4 black cross · c4 black cross · d4 black cross · e4 blanques canceller · f4 black cross · g4 black cross · h4 black cross · c3 black circle · e3 black cross · g3 black circle · d2 black circle · e2 black cross · f2 black circle · e1 black cross | e8 black cross · e7 black cross · d6 black circle · e6 black cross · f6 black circle · c5 black circle · e5 black cross · g5 black circle · a4 black cross · b4 black cross · c4 black cross · d4 black cross · e4 blanques canceller · f4 black cross · g4 black cross · h4 black cross · c3 black circle · e3 black cross · g3 black circle · d2 black circle · e2 black cross · f2 black circle · e1 black cross | e8 black cross · e7 black cross · d6 black circle · e6 black cross · f6 black circle · c5 black circle · e5 black cross · g5 black circle · a4 black cross · b4 black cross · c4 black cross · d4 black cross · e4 blanques canceller · f4 black cross · g4 black cross · h4 black cross · c3 black circle · e3 black cross · g3 black circle · d2 black circle · e2 black cross · f2 black circle · e1 black cross | e8 black cross · e7 black cross · d6 black circle · e6 black cross · f6 black circle · c5 black circle · e5 black cross · g5 black circle · a4 black cross · b4 black cross · c4 black cross · d4 black cross · e4 blanques canceller · f4 black cross · g4 black cross · h4 black cross · c3 black circle · e3 black cross · g3 black circle · d2 black circle · e2 black cross · f2 black circle · e1 black cross | e8 black cross · e7 black cross · d6 black circle · e6 black cross · f6 black circle · c5 black circle · e5 black cross · g5 black circle · a4 black cross · b4 black cross · c4 black cross · d4 black cross · e4 blanques canceller · f4 black cross · g4 black cross · h4 black cross · c3 black circle · e3 black cross · g3 black circle · d2 black circle · e2 black cross · f2 black circle · e1 black cross | 8 |
| 7 | e8 black cross · e7 black cross · d6 black circle · e6 black cross · f6 black circle · c5 black circle · e5 black cross · g5 black circle · a4 black cross · b4 black cross · c4 black cross · d4 black cross · e4 blanques canceller · f4 black cross · g4 black cross · h4 black cross · c3 black circle · e3 black cross · g3 black circle · d2 black circle · e2 black cross · f2 black circle · e1 black cross | e8 black cross · e7 black cross · d6 black circle · e6 black cross · f6 black circle · c5 black circle · e5 black cross · g5 black circle · a4 black cross · b4 black cross · c4 black cross · d4 black cross · e4 blanques canceller · f4 black cross · g4 black cross · h4 black cross · c3 black circle · e3 black cross · g3 black circle · d2 black circle · e2 black cross · f2 black circle · e1 black cross | e8 black cross · e7 black cross · d6 black circle · e6 black cross · f6 black circle · c5 black circle · e5 black cross · g5 black circle · a4 black cross · b4 black cross · c4 black cross · d4 black cross · e4 blanques canceller · f4 black cross · g4 black cross · h4 black cross · c3 black circle · e3 black cross · g3 black circle · d2 black circle · e2 black cross · f2 black circle · e1 black cross | e8 black cross · e7 black cross · d6 black circle · e6 black cross · f6 black circle · c5 black circle · e5 black cross · g5 black circle · a4 black cross · b4 black cross · c4 black cross · d4 black cross · e4 blanques canceller · f4 black cross · g4 black cross · h4 black cross · c3 black circle · e3 black cross · g3 black circle · d2 black circle · e2 black cross · f2 black circle · e1 black cross | e8 black cross · e7 black cross · d6 black circle · e6 black cross · f6 black circle · c5 black circle · e5 black cross · g5 black circle · a4 black cross · b4 black cross · c4 black cross · d4 black cross · e4 blanques canceller · f4 black cross · g4 black cross · h4 black cross · c3 black circle · e3 black cross · g3 black circle · d2 black circle · e2 black cross · f2 black circle · e1 black cross | e8 black cross · e7 black cross · d6 black circle · e6 black cross · f6 black circle · c5 black circle · e5 black cross · g5 black circle · a4 black cross · b4 black cross · c4 black cross · d4 black cross · e4 blanques canceller · f4 black cross · g4 black cross · h4 black cross · c3 black circle · e3 black cross · g3 black circle · d2 black circle · e2 black cross · f2 black circle · e1 black cross | e8 black cross · e7 black cross · d6 black circle · e6 black cross · f6 black circle · c5 black circle · e5 black cross · g5 black circle · a4 black cross · b4 black cross · c4 black cross · d4 black cross · e4 blanques canceller · f4 black cross · g4 black cross · h4 black cross · c3 black circle · e3 black cross · g3 black circle · d2 black circle · e2 black cross · f2 black circle · e1 black cross | e8 black cross · e7 black cross · d6 black circle · e6 black cross · f6 black circle · c5 black circle · e5 black cross · g5 black circle · a4 black cross · b4 black cross · c4 black cross · d4 black cross · e4 blanques canceller · f4 black cross · g4 black cross · h4 black cross · c3 black circle · e3 black cross · g3 black circle · d2 black circle · e2 black cross · f2 black circle · e1 black cross | 7 |
| 6 | e8 black cross · e7 black cross · d6 black circle · e6 black cross · f6 black circle · c5 black circle · e5 black cross · g5 black circle · a4 black cross · b4 black cross · c4 black cross · d4 black cross · e4 blanques canceller · f4 black cross · g4 black cross · h4 black cross · c3 black circle · e3 black cross · g3 black circle · d2 black circle · e2 black cross · f2 black circle · e1 black cross | e8 black cross · e7 black cross · d6 black circle · e6 black cross · f6 black circle · c5 black circle · e5 black cross · g5 black circle · a4 black cross · b4 black cross · c4 black cross · d4 black cross · e4 blanques canceller · f4 black cross · g4 black cross · h4 black cross · c3 black circle · e3 black cross · g3 black circle · d2 black circle · e2 black cross · f2 black circle · e1 black cross | e8 black cross · e7 black cross · d6 black circle · e6 black cross · f6 black circle · c5 black circle · e5 black cross · g5 black circle · a4 black cross · b4 black cross · c4 black cross · d4 black cross · e4 blanques canceller · f4 black cross · g4 black cross · h4 black cross · c3 black circle · e3 black cross · g3 black circle · d2 black circle · e2 black cross · f2 black circle · e1 black cross | e8 black cross · e7 black cross · d6 black circle · e6 black cross · f6 black circle · c5 black circle · e5 black cross · g5 black circle · a4 black cross · b4 black cross · c4 black cross · d4 black cross · e4 blanques canceller · f4 black cross · g4 black cross · h4 black cross · c3 black circle · e3 black cross · g3 black circle · d2 black circle · e2 black cross · f2 black circle · e1 black cross | e8 black cross · e7 black cross · d6 black circle · e6 black cross · f6 black circle · c5 black circle · e5 black cross · g5 black circle · a4 black cross · b4 black cross · c4 black cross · d4 black cross · e4 blanques canceller · f4 black cross · g4 black cross · h4 black cross · c3 black circle · e3 black cross · g3 black circle · d2 black circle · e2 black cross · f2 black circle · e1 black cross | e8 black cross · e7 black cross · d6 black circle · e6 black cross · f6 black circle · c5 black circle · e5 black cross · g5 black circle · a4 black cross · b4 black cross · c4 black cross · d4 black cross · e4 blanques canceller · f4 black cross · g4 black cross · h4 black cross · c3 black circle · e3 black cross · g3 black circle · d2 black circle · e2 black cross · f2 black circle · e1 black cross | e8 black cross · e7 black cross · d6 black circle · e6 black cross · f6 black circle · c5 black circle · e5 black cross · g5 black circle · a4 black cross · b4 black cross · c4 black cross · d4 black cross · e4 blanques canceller · f4 black cross · g4 black cross · h4 black cross · c3 black circle · e3 black cross · g3 black circle · d2 black circle · e2 black cross · f2 black circle · e1 black cross | e8 black cross · e7 black cross · d6 black circle · e6 black cross · f6 black circle · c5 black circle · e5 black cross · g5 black circle · a4 black cross · b4 black cross · c4 black cross · d4 black cross · e4 blanques canceller · f4 black cross · g4 black cross · h4 black cross · c3 black circle · e3 black cross · g3 black circle · d2 black circle · e2 black cross · f2 black circle · e1 black cross | 6 |
| 5 | e8 black cross · e7 black cross · d6 black circle · e6 black cross · f6 black circle · c5 black circle · e5 black cross · g5 black circle · a4 black cross · b4 black cross · c4 black cross · d4 black cross · e4 blanques canceller · f4 black cross · g4 black cross · h4 black cross · c3 black circle · e3 black cross · g3 black circle · d2 black circle · e2 black cross · f2 black circle · e1 black cross | e8 black cross · e7 black cross · d6 black circle · e6 black cross · f6 black circle · c5 black circle · e5 black cross · g5 black circle · a4 black cross · b4 black cross · c4 black cross · d4 black cross · e4 blanques canceller · f4 black cross · g4 black cross · h4 black cross · c3 black circle · e3 black cross · g3 black circle · d2 black circle · e2 black cross · f2 black circle · e1 black cross | e8 black cross · e7 black cross · d6 black circle · e6 black cross · f6 black circle · c5 black circle · e5 black cross · g5 black circle · a4 black cross · b4 black cross · c4 black cross · d4 black cross · e4 blanques canceller · f4 black cross · g4 black cross · h4 black cross · c3 black circle · e3 black cross · g3 black circle · d2 black circle · e2 black cross · f2 black circle · e1 black cross | e8 black cross · e7 black cross · d6 black circle · e6 black cross · f6 black circle · c5 black circle · e5 black cross · g5 black circle · a4 black cross · b4 black cross · c4 black cross · d4 black cross · e4 blanques canceller · f4 black cross · g4 black cross · h4 black cross · c3 black circle · e3 black cross · g3 black circle · d2 black circle · e2 black cross · f2 black circle · e1 black cross | e8 black cross · e7 black cross · d6 black circle · e6 black cross · f6 black circle · c5 black circle · e5 black cross · g5 black circle · a4 black cross · b4 black cross · c4 black cross · d4 black cross · e4 blanques canceller · f4 black cross · g4 black cross · h4 black cross · c3 black circle · e3 black cross · g3 black circle · d2 black circle · e2 black cross · f2 black circle · e1 black cross | e8 black cross · e7 black cross · d6 black circle · e6 black cross · f6 black circle · c5 black circle · e5 black cross · g5 black circle · a4 black cross · b4 black cross · c4 black cross · d4 black cross · e4 blanques canceller · f4 black cross · g4 black cross · h4 black cross · c3 black circle · e3 black cross · g3 black circle · d2 black circle · e2 black cross · f2 black circle · e1 black cross | e8 black cross · e7 black cross · d6 black circle · e6 black cross · f6 black circle · c5 black circle · e5 black cross · g5 black circle · a4 black cross · b4 black cross · c4 black cross · d4 black cross · e4 blanques canceller · f4 black cross · g4 black cross · h4 black cross · c3 black circle · e3 black cross · g3 black circle · d2 black circle · e2 black cross · f2 black circle · e1 black cross | e8 black cross · e7 black cross · d6 black circle · e6 black cross · f6 black circle · c5 black circle · e5 black cross · g5 black circle · a4 black cross · b4 black cross · c4 black cross · d4 black cross · e4 blanques canceller · f4 black cross · g4 black cross · h4 black cross · c3 black circle · e3 black cross · g3 black circle · d2 black circle · e2 black cross · f2 black circle · e1 black cross | 5 |
| 4 | e8 black cross · e7 black cross · d6 black circle · e6 black cross · f6 black circle · c5 black circle · e5 black cross · g5 black circle · a4 black cross · b4 black cross · c4 black cross · d4 black cross · e4 blanques canceller · f4 black cross · g4 black cross · h4 black cross · c3 black circle · e3 black cross · g3 black circle · d2 black circle · e2 black cross · f2 black circle · e1 black cross | e8 black cross · e7 black cross · d6 black circle · e6 black cross · f6 black circle · c5 black circle · e5 black cross · g5 black circle · a4 black cross · b4 black cross · c4 black cross · d4 black cross · e4 blanques canceller · f4 black cross · g4 black cross · h4 black cross · c3 black circle · e3 black cross · g3 black circle · d2 black circle · e2 black cross · f2 black circle · e1 black cross | e8 black cross · e7 black cross · d6 black circle · e6 black cross · f6 black circle · c5 black circle · e5 black cross · g5 black circle · a4 black cross · b4 black cross · c4 black cross · d4 black cross · e4 blanques canceller · f4 black cross · g4 black cross · h4 black cross · c3 black circle · e3 black cross · g3 black circle · d2 black circle · e2 black cross · f2 black circle · e1 black cross | e8 black cross · e7 black cross · d6 black circle · e6 black cross · f6 black circle · c5 black circle · e5 black cross · g5 black circle · a4 black cross · b4 black cross · c4 black cross · d4 black cross · e4 blanques canceller · f4 black cross · g4 black cross · h4 black cross · c3 black circle · e3 black cross · g3 black circle · d2 black circle · e2 black cross · f2 black circle · e1 black cross | e8 black cross · e7 black cross · d6 black circle · e6 black cross · f6 black circle · c5 black circle · e5 black cross · g5 black circle · a4 black cross · b4 black cross · c4 black cross · d4 black cross · e4 blanques canceller · f4 black cross · g4 black cross · h4 black cross · c3 black circle · e3 black cross · g3 black circle · d2 black circle · e2 black cross · f2 black circle · e1 black cross | e8 black cross · e7 black cross · d6 black circle · e6 black cross · f6 black circle · c5 black circle · e5 black cross · g5 black circle · a4 black cross · b4 black cross · c4 black cross · d4 black cross · e4 blanques canceller · f4 black cross · g4 black cross · h4 black cross · c3 black circle · e3 black cross · g3 black circle · d2 black circle · e2 black cross · f2 black circle · e1 black cross | e8 black cross · e7 black cross · d6 black circle · e6 black cross · f6 black circle · c5 black circle · e5 black cross · g5 black circle · a4 black cross · b4 black cross · c4 black cross · d4 black cross · e4 blanques canceller · f4 black cross · g4 black cross · h4 black cross · c3 black circle · e3 black cross · g3 black circle · d2 black circle · e2 black cross · f2 black circle · e1 black cross | e8 black cross · e7 black cross · d6 black circle · e6 black cross · f6 black circle · c5 black circle · e5 black cross · g5 black circle · a4 black cross · b4 black cross · c4 black cross · d4 black cross · e4 blanques canceller · f4 black cross · g4 black cross · h4 black cross · c3 black circle · e3 black cross · g3 black circle · d2 black circle · e2 black cross · f2 black circle · e1 black cross | 4 |
| 3 | e8 black cross · e7 black cross · d6 black circle · e6 black cross · f6 black circle · c5 black circle · e5 black cross · g5 black circle · a4 black cross · b4 black cross · c4 black cross · d4 black cross · e4 blanques canceller · f4 black cross · g4 black cross · h4 black cross · c3 black circle · e3 black cross · g3 black circle · d2 black circle · e2 black cross · f2 black circle · e1 black cross | e8 black cross · e7 black cross · d6 black circle · e6 black cross · f6 black circle · c5 black circle · e5 black cross · g5 black circle · a4 black cross · b4 black cross · c4 black cross · d4 black cross · e4 blanques canceller · f4 black cross · g4 black cross · h4 black cross · c3 black circle · e3 black cross · g3 black circle · d2 black circle · e2 black cross · f2 black circle · e1 black cross | e8 black cross · e7 black cross · d6 black circle · e6 black cross · f6 black circle · c5 black circle · e5 black cross · g5 black circle · a4 black cross · b4 black cross · c4 black cross · d4 black cross · e4 blanques canceller · f4 black cross · g4 black cross · h4 black cross · c3 black circle · e3 black cross · g3 black circle · d2 black circle · e2 black cross · f2 black circle · e1 black cross | e8 black cross · e7 black cross · d6 black circle · e6 black cross · f6 black circle · c5 black circle · e5 black cross · g5 black circle · a4 black cross · b4 black cross · c4 black cross · d4 black cross · e4 blanques canceller · f4 black cross · g4 black cross · h4 black cross · c3 black circle · e3 black cross · g3 black circle · d2 black circle · e2 black cross · f2 black circle · e1 black cross | e8 black cross · e7 black cross · d6 black circle · e6 black cross · f6 black circle · c5 black circle · e5 black cross · g5 black circle · a4 black cross · b4 black cross · c4 black cross · d4 black cross · e4 blanques canceller · f4 black cross · g4 black cross · h4 black cross · c3 black circle · e3 black cross · g3 black circle · d2 black circle · e2 black cross · f2 black circle · e1 black cross | e8 black cross · e7 black cross · d6 black circle · e6 black cross · f6 black circle · c5 black circle · e5 black cross · g5 black circle · a4 black cross · b4 black cross · c4 black cross · d4 black cross · e4 blanques canceller · f4 black cross · g4 black cross · h4 black cross · c3 black circle · e3 black cross · g3 black circle · d2 black circle · e2 black cross · f2 black circle · e1 black cross | e8 black cross · e7 black cross · d6 black circle · e6 black cross · f6 black circle · c5 black circle · e5 black cross · g5 black circle · a4 black cross · b4 black cross · c4 black cross · d4 black cross · e4 blanques canceller · f4 black cross · g4 black cross · h4 black cross · c3 black circle · e3 black cross · g3 black circle · d2 black circle · e2 black cross · f2 black circle · e1 black cross | e8 black cross · e7 black cross · d6 black circle · e6 black cross · f6 black circle · c5 black circle · e5 black cross · g5 black circle · a4 black cross · b4 black cross · c4 black cross · d4 black cross · e4 blanques canceller · f4 black cross · g4 black cross · h4 black cross · c3 black circle · e3 black cross · g3 black circle · d2 black circle · e2 black cross · f2 black circle · e1 black cross | 3 |
| 2 | e8 black cross · e7 black cross · d6 black circle · e6 black cross · f6 black circle · c5 black circle · e5 black cross · g5 black circle · a4 black cross · b4 black cross · c4 black cross · d4 black cross · e4 blanques canceller · f4 black cross · g4 black cross · h4 black cross · c3 black circle · e3 black cross · g3 black circle · d2 black circle · e2 black cross · f2 black circle · e1 black cross | e8 black cross · e7 black cross · d6 black circle · e6 black cross · f6 black circle · c5 black circle · e5 black cross · g5 black circle · a4 black cross · b4 black cross · c4 black cross · d4 black cross · e4 blanques canceller · f4 black cross · g4 black cross · h4 black cross · c3 black circle · e3 black cross · g3 black circle · d2 black circle · e2 black cross · f2 black circle · e1 black cross | e8 black cross · e7 black cross · d6 black circle · e6 black cross · f6 black circle · c5 black circle · e5 black cross · g5 black circle · a4 black cross · b4 black cross · c4 black cross · d4 black cross · e4 blanques canceller · f4 black cross · g4 black cross · h4 black cross · c3 black circle · e3 black cross · g3 black circle · d2 black circle · e2 black cross · f2 black circle · e1 black cross | e8 black cross · e7 black cross · d6 black circle · e6 black cross · f6 black circle · c5 black circle · e5 black cross · g5 black circle · a4 black cross · b4 black cross · c4 black cross · d4 black cross · e4 blanques canceller · f4 black cross · g4 black cross · h4 black cross · c3 black circle · e3 black cross · g3 black circle · d2 black circle · e2 black cross · f2 black circle · e1 black cross | e8 black cross · e7 black cross · d6 black circle · e6 black cross · f6 black circle · c5 black circle · e5 black cross · g5 black circle · a4 black cross · b4 black cross · c4 black cross · d4 black cross · e4 blanques canceller · f4 black cross · g4 black cross · h4 black cross · c3 black circle · e3 black cross · g3 black circle · d2 black circle · e2 black cross · f2 black circle · e1 black cross | e8 black cross · e7 black cross · d6 black circle · e6 black cross · f6 black circle · c5 black circle · e5 black cross · g5 black circle · a4 black cross · b4 black cross · c4 black cross · d4 black cross · e4 blanques canceller · f4 black cross · g4 black cross · h4 black cross · c3 black circle · e3 black cross · g3 black circle · d2 black circle · e2 black cross · f2 black circle · e1 black cross | e8 black cross · e7 black cross · d6 black circle · e6 black cross · f6 black circle · c5 black circle · e5 black cross · g5 black circle · a4 black cross · b4 black cross · c4 black cross · d4 black cross · e4 blanques canceller · f4 black cross · g4 black cross · h4 black cross · c3 black circle · e3 black cross · g3 black circle · d2 black circle · e2 black cross · f2 black circle · e1 black cross | e8 black cross · e7 black cross · d6 black circle · e6 black cross · f6 black circle · c5 black circle · e5 black cross · g5 black circle · a4 black cross · b4 black cross · c4 black cross · d4 black cross · e4 blanques canceller · f4 black cross · g4 black cross · h4 black cross · c3 black circle · e3 black cross · g3 black circle · d2 black circle · e2 black cross · f2 black circle · e1 black cross | 2 |
| 1 | e8 black cross · e7 black cross · d6 black circle · e6 black cross · f6 black circle · c5 black circle · e5 black cross · g5 black circle · a4 black cross · b4 black cross · c4 black cross · d4 black cross · e4 blanques canceller · f4 black cross · g4 black cross · h4 black cross · c3 black circle · e3 black cross · g3 black circle · d2 black circle · e2 black cross · f2 black circle · e1 black cross | e8 black cross · e7 black cross · d6 black circle · e6 black cross · f6 black circle · c5 black circle · e5 black cross · g5 black circle · a4 black cross · b4 black cross · c4 black cross · d4 black cross · e4 blanques canceller · f4 black cross · g4 black cross · h4 black cross · c3 black circle · e3 black cross · g3 black circle · d2 black circle · e2 black cross · f2 black circle · e1 black cross | e8 black cross · e7 black cross · d6 black circle · e6 black cross · f6 black circle · c5 black circle · e5 black cross · g5 black circle · a4 black cross · b4 black cross · c4 black cross · d4 black cross · e4 blanques canceller · f4 black cross · g4 black cross · h4 black cross · c3 black circle · e3 black cross · g3 black circle · d2 black circle · e2 black cross · f2 black circle · e1 black cross | e8 black cross · e7 black cross · d6 black circle · e6 black cross · f6 black circle · c5 black circle · e5 black cross · g5 black circle · a4 black cross · b4 black cross · c4 black cross · d4 black cross · e4 blanques canceller · f4 black cross · g4 black cross · h4 black cross · c3 black circle · e3 black cross · g3 black circle · d2 black circle · e2 black cross · f2 black circle · e1 black cross | e8 black cross · e7 black cross · d6 black circle · e6 black cross · f6 black circle · c5 black circle · e5 black cross · g5 black circle · a4 black cross · b4 black cross · c4 black cross · d4 black cross · e4 blanques canceller · f4 black cross · g4 black cross · h4 black cross · c3 black circle · e3 black cross · g3 black circle · d2 black circle · e2 black cross · f2 black circle · e1 black cross | e8 black cross · e7 black cross · d6 black circle · e6 black cross · f6 black circle · c5 black circle · e5 black cross · g5 black circle · a4 black cross · b4 black cross · c4 black cross · d4 black cross · e4 blanques canceller · f4 black cross · g4 black cross · h4 black cross · c3 black circle · e3 black cross · g3 black circle · d2 black circle · e2 black cross · f2 black circle · e1 black cross | e8 black cross · e7 black cross · d6 black circle · e6 black cross · f6 black circle · c5 black circle · e5 black cross · g5 black circle · a4 black cross · b4 black cross · c4 black cross · d4 black cross · e4 blanques canceller · f4 black cross · g4 black cross · h4 black cross · c3 black circle · e3 black cross · g3 black circle · d2 black circle · e2 black cross · f2 black circle · e1 black cross | e8 black cross · e7 black cross · d6 black circle · e6 black cross · f6 black circle · c5 black circle · e5 black cross · g5 black circle · a4 black cross · b4 black cross · c4 black cross · d4 black cross · e4 blanques canceller · f4 black cross · g4 black cross · h4 black cross · c3 black circle · e3 black cross · g3 black circle · d2 black circle · e2 black cross · f2 black circle · e1 black cross | 1 |
|   | a | b | c | d | e | f | g | h |   |

El canceller és una de les peces d'escacs màgiques més fàcils en descriure'l i per això té una llarga història i se li ha donat diversos noms. El nom genèric és compost torre+cavall, però el nom més comú que se li sol donar és marshal, canceller o empress.
El nom canceller va ser introduït per Ben Foster pels Escacs canceller (variació d'escacs en un tauler 9×9, amb un canceller a la banda oposada del rei com de la dama), i el nom marshal va ser introduït per L. Tressan a la seva variació dels escacs El joc del Sultan. José Raúl Capablanca va fer servir els dos noms en la seva variació Escacs de Capablanca: originàriament va anomenar aquesta peça com a marshal, però més tard el va canviar per a canceller. Cal dir que canceller va ser el nom original per l'arquebisbe. Tant canceller com marshal són populars per anomenar el compost torre+cavall, tot i que en anglès es troba que marshal és una paraula relativa a euga (cavall famella) que relaciona millor una peça que es mou com un cavall que no pas canceller, que no té pas cap relació amb els cavalls. També tenim que hi ha moltes peces que, com canceller, comencen per la lletra C (per exemple el cannon a xiangqi, el camell a Escacs Tamerlane, el campió a Escacs Omega, i el cardenal o arquebisbe), i fent servir el nom marshal pel compost torre+cavall redueix la dificultat de diferenciar-los.
El canceller es va fer servir per primer cop al Shatranj al-Kabir, una variació dels escacs dels voltants del segle xiv, però no se'n sap el nom que se li donava. Es va introduir a occident amb els escacs de Pietro Carrera el 1617, on se l'anomenava campió, i des de llavors ha estat usat en moltes variacions dels escacs.

## Valor
|   | a                                                       | b                                                       | c                                                       | d                                                       | e                                                       | f                                                       | g                                                       | h                                                       |   |
| 8 | f8 blanques rei · h7 negres rei · f5 blanques canceller | f8 blanques rei · h7 negres rei · f5 blanques canceller | f8 blanques rei · h7 negres rei · f5 blanques canceller | f8 blanques rei · h7 negres rei · f5 blanques canceller | f8 blanques rei · h7 negres rei · f5 blanques canceller | f8 blanques rei · h7 negres rei · f5 blanques canceller | f8 blanques rei · h7 negres rei · f5 blanques canceller | f8 blanques rei · h7 negres rei · f5 blanques canceller | 8 |
| 7 | f8 blanques rei · h7 negres rei · f5 blanques canceller | f8 blanques rei · h7 negres rei · f5 blanques canceller | f8 blanques rei · h7 negres rei · f5 blanques canceller | f8 blanques rei · h7 negres rei · f5 blanques canceller | f8 blanques rei · h7 negres rei · f5 blanques canceller | f8 blanques rei · h7 negres rei · f5 blanques canceller | f8 blanques rei · h7 negres rei · f5 blanques canceller | f8 blanques rei · h7 negres rei · f5 blanques canceller | 7 |
| 6 | f8 blanques rei · h7 negres rei · f5 blanques canceller | f8 blanques rei · h7 negres rei · f5 blanques canceller | f8 blanques rei · h7 negres rei · f5 blanques canceller | f8 blanques rei · h7 negres rei · f5 blanques canceller | f8 blanques rei · h7 negres rei · f5 blanques canceller | f8 blanques rei · h7 negres rei · f5 blanques canceller | f8 blanques rei · h7 negres rei · f5 blanques canceller | f8 blanques rei · h7 negres rei · f5 blanques canceller | 6 |
| 5 | f8 blanques rei · h7 negres rei · f5 blanques canceller | f8 blanques rei · h7 negres rei · f5 blanques canceller | f8 blanques rei · h7 negres rei · f5 blanques canceller | f8 blanques rei · h7 negres rei · f5 blanques canceller | f8 blanques rei · h7 negres rei · f5 blanques canceller | f8 blanques rei · h7 negres rei · f5 blanques canceller | f8 blanques rei · h7 negres rei · f5 blanques canceller | f8 blanques rei · h7 negres rei · f5 blanques canceller | 5 |
| 4 | f8 blanques rei · h7 negres rei · f5 blanques canceller | f8 blanques rei · h7 negres rei · f5 blanques canceller | f8 blanques rei · h7 negres rei · f5 blanques canceller | f8 blanques rei · h7 negres rei · f5 blanques canceller | f8 blanques rei · h7 negres rei · f5 blanques canceller | f8 blanques rei · h7 negres rei · f5 blanques canceller | f8 blanques rei · h7 negres rei · f5 blanques canceller | f8 blanques rei · h7 negres rei · f5 blanques canceller | 4 |
| 3 | f8 blanques rei · h7 negres rei · f5 blanques canceller | f8 blanques rei · h7 negres rei · f5 blanques canceller | f8 blanques rei · h7 negres rei · f5 blanques canceller | f8 blanques rei · h7 negres rei · f5 blanques canceller | f8 blanques rei · h7 negres rei · f5 blanques canceller | f8 blanques rei · h7 negres rei · f5 blanques canceller | f8 blanques rei · h7 negres rei · f5 blanques canceller | f8 blanques rei · h7 negres rei · f5 blanques canceller | 3 |
| 2 | f8 blanques rei · h7 negres rei · f5 blanques canceller | f8 blanques rei · h7 negres rei · f5 blanques canceller | f8 blanques rei · h7 negres rei · f5 blanques canceller | f8 blanques rei · h7 negres rei · f5 blanques canceller | f8 blanques rei · h7 negres rei · f5 blanques canceller | f8 blanques rei · h7 negres rei · f5 blanques canceller | f8 blanques rei · h7 negres rei · f5 blanques canceller | f8 blanques rei · h7 negres rei · f5 blanques canceller | 2 |
| 1 | f8 blanques rei · h7 negres rei · f5 blanques canceller | f8 blanques rei · h7 negres rei · f5 blanques canceller | f8 blanques rei · h7 negres rei · f5 blanques canceller | f8 blanques rei · h7 negres rei · f5 blanques canceller | f8 blanques rei · h7 negres rei · f5 blanques canceller | f8 blanques rei · h7 negres rei · f5 blanques canceller | f8 blanques rei · h7 negres rei · f5 blanques canceller | f8 blanques rei · h7 negres rei · f5 blanques canceller | 1 |
|   | a                                                       | b                                                       | c                                                       | d                                                       | e                                                       | f                                                       | g                                                       | h                                                       |   |

Ralph Betza (inventor dels escacs amb diferents exèrcits, en el qual el canceller es feia servir en un d'aquests exèrcits) va valorar el canceller com a 9 punts, equivalent a una dama, de la mateixa manera que el cavall i l'alfil tenen aproximadament el mateix valor, com el canceller i la dama tenen la diferència del cavall i l'alfil a part de la torre comuna a les dues peces. Betza va fer veure que la dama és lleugerament més forta que el canceller als finals de partida, però per contra el canceller té més bones habilitats en fer escac continu i assegurar-se les taules quan es podria tenir peduda la partida. A diferència de la dama, que es pot moure en 8 direccions, el canceller es pot moure en 12.
En els finals de rei i amazona (compost de dama+cavall) contra rei i canceller, el bàndol dèbil pot forçar les taules tot fent una fortalesa. Aquesta fortalesa força el bàndol de l'amazona de donar escac continu, com altrament el costat del canceller pot forçar una simplificació o donar l'escac continu. Rei i canceller contra rei és victòria segura per qui té el canceller, l'escac i mat es pot fer en 11 moviments, mentre que la dama en necessita 10 de moviments i la torre en necessita 16.
En les posicions de taules dels finals de dama contra peó no existeixen en els finals de canceller contra peó.